# Capella Ecumenica

Capella Ecumenica Sanctæ Annæ in scopulis är ett ekumeniskt kapell invigt 1965 på ön Västra Gärdsholmen i Trännöfjärden, i Sankt Annas skärgård i Östergötland. I kapellet bedrivs kyrklig verksamhet från maj till september; bland annat är kapellet en populär dop- och vigselkyrka.
Upphovsmannen, Hilding Bielkhammar, härstammade från bygden och ville egentligen restaurera ruinen efter Sankt Annas gamla kyrka. På grund av bristande intresse från Linköpings stift valde han att istället på egen hand uppföra ett kapell till minne av sina förfäders kyrka på ön Västra Gärsholmen strax utanför inloppet till Slätbaken, intill den gamla farleden till Söderköping och Stegeborg. Han inspirerades till den ekumeniska idén redan då han som 18-åring bevistade det ekumeniska världsmötet 1925 i Stockholm.
| ” | Aldrig glömmer jag den långa processionen av patriarker och metropoliter från främmande länder samt deltagare från olika håll i kristenheten, alla tågande in i Stockholms Storkyrka. Gustaf V hälsade välkommen, och den store ekumenen, ärkebiskop Nathan Söderblom, predikade. Fader vår lästes på 50 olika språk. Den upplevelsen gick aldrig ur minnet. | „ |
| – Hilding Bielkhammar, Capella Ecumenica Sanctæ Annæ in scopulis, Tanken och verket. En vägledning för besökare | |   |

År 1958 började Bielkhammar med hjälp av familj och vänner att bära gråsten till krönet av den lilla ön Gråholmen. Till altaret samlades bland annat stenar från Old Swede's Church i Delaware, Lavraklostret i Kiev och Marie Bebådelsekyrkan i Kreml. Kapellet invigdes Kristi Himmelsfärds dag 1965 av biskop Ragnar Askmark. 
I maj 1975 inledde Carl XVI Gustaf sin östgötska Eriksgata med ett besök i Capella Ecumenica.

## Orgel
Omkring 1965 byggde Anders Perssons Orgelbyggeri, Viken, en mekanisk orgel.
| Manual       | Pedal   |
| Gedackt 8’   | Bihängd |
| Rörflöjt 4'  |         |
| Principal 2' |         |
| Oktava 1'    |         |